# Dirka po Španiji 1966
Dirka po Španiji 1966 (špansko Vuelta a España 1966) je 21. izvedba dirke po Španiji, tritedenske moške cestne kolesarske etapne dirke. Začela se je 28. aprila v Murcii in končala 15. maja v Bilbau. Sodelovalo je 90 kolesarjev iz 9-ih ekip. Rumeno majico je prvič osvojil Francisco Gabica, drugo mesto Eusebio Vélez, tretje pa Carlos Echeverría (vsi Kas–Kaskol). Modro majico je osvojil Jos van der Vleuten (Televizier–Batavus), zeleno majico Gregorio San Miguel (Kas–Kaskol), rdečo majico pa Domingo Perurena (Fagor).

## Ekipe
- Fagor
- Ferrys
- Italija
- Kas–Kaskol
- Libertas
- Olimpia
- Oporto
- Televizier–Batavus
- Wiel's–Gancia-Groene Leeuw

## Etape
| Etapa | Datum     | Štart/Cilj               | Razdalja  | Tip       | Tip                  | Zmagovalec                    |
| ----- | --------- | ------------------------ | --------- | --------- | -------------------- | ----------------------------- |
| 1a    | 28. april | Murcia – Murcia          | 111 km    |           |                      | Bruno Sivilotti (ITA)         |
| 1b    | 28. april | Murcia – Murcia          | 3,5 km    |           | posamični kronometer | José María Errandonea (ESP)   |
| 2a    | 29. april | Murcia – La Manga        | 81 km     |           |                      | Enzo Pretolani (ITA)          |
| 2b    | 29. april | La Manga – Benidorm      | 153 km    |           |                      | Ramón Mendiburu (ESP)         |
| 3     | 30. april | Benidorm – Valencia      | 148 km    |           |                      | José Antonio Momeñe (ESP)     |
| 4     | 1. maj    | Cuenca – Madrid          | 177 km    |           |                      | Valentín Uriona (ESP)         |
| 5     | 2. maj    | Madrid – Madrid          | 181 km    |           |                      | Carlos Echeverría (ESP)       |
| 6     | 3. maj    | Madrid – Calatayud       | 225 km    |           |                      | Jo de Roo (NED)               |
| 7     | 4. maj    | Calatayud – Zaragoza     | 105 km    |           |                      | Cees Haast (NED)              |
| 8     | 5. maj    | Zaragoza – Lleida        | 144 km    |           |                      | Henk Nijdam (NED)             |
| 9     | 6. maj    | Lleida – Las Colinas     | 128 km    |           |                      | Antonio Gómez del Moral (ESP) |
| 10a   | 7. maj    | Sitges – Barcelona       | 40 km     |           |                      | Luis Otaño (ESP)              |
| 10b   | 7. maj    | Barcelona – Barcelona    | 49 km     |           |                      | Henk Nijdam (NED)             |
| 11    | 8. maj    | Barcelona – Huesca       | 266 km    |           |                      | Mario Zanin (ITA)             |
| 12    | 9. maj    | Huesca – Pamplona        | 221 km    |           |                      | Gerben Karstens (NED)         |
| 13    | 10. maj   | Pamplona – San Sebastián | 131 km    |           |                      | Cees Haast (NED)              |
| 14    | 11. maj   | San Sebastián – Vitoria  | 178 km    |           |                      | Gregorio San Miguel (ESP)     |
| 15a   | 12. maj   | Vitoria – Haro           | 61 km     |           | posamični kronometer | Francisco Gabica (ESP)        |
| 15b   | 12. maj   | Haro – Logroño           | 52 km     |           |                      | Gerben Karstens (NED)         |
| 16    | 13. maj   | Logroño – Burgos         | 116 km    |           |                      | Henk Nijdam (NED)             |
| 17    | 14. maj   | Burgos – Santander       | 226 km    |           |                      | Gerben Karstens (NED)         |
| 18    | 15. maj   | Santander – Bilbao       | 154 km    |           |                      | Domingo Perurena (ESP)        |
|       | Skupaj    | Skupaj                   | 2949.5 km | 2949.5 km | 2949.5 km            | 2949.5 km                     |

## Končna razvrstitev
| Legenda | Legenda                                    | Legenda | Legenda                          |
| ------- | ------------------------------------------ | ------- | -------------------------------- |
|         | Predstavlja vodilnega v skupnem seštevku   |         | Predstavlja vodilnega po točkah  |
|         | Predstavlja vodilnega v gorski razvrstitvi |         | Predstavlja vodilnega v šprintih |

### Rumena majica
| Poz. | Kolesar                       | Ekipa                      | Čas         |
| ---- | ----------------------------- | -------------------------- | ----------- |
| 1    | Francisco Gabica (ESP)        | Kas–Kaskol                 | 78h 53' 55" |
| 2    | Eusebio Vélez (ESP)           | Kas–Kaskol                 | + 39"       |
| 3    | Carlos Echeverría (ESP)       | Kas–Kaskol                 | + 44"       |
| 4    | Luis Otaño (ESP)              | Fagor                      | + 2' 17"    |
| 5    | José Antonio Momeñe (ESP)     | Kas–Kaskol                 | + 2' 25"    |
| 6    | Valentín Uriona (ESP)         | Kas–Kaskol                 | + 2' 44"    |
| 7    | Antonio Gómez del Moral (ESP) | Kas–Kaskol                 | + 3' 52"    |
| 8    | Cees Haast (NED)              | Televizier–Batavus         | + 3' 55"    |
| 9    | Angelino Soler (ESP)          | Ferrys                     | + 4' 37"    |
| 10   | José María Errandonea (ESP)   | Fagor                      | + 4' 40"    |
| 11   | Sebastián Elorza (ESP)        | Kas–Kaskol                 |             |
| 12   | Domingo Perurena (ESP)        | Fagor                      |             |
| 13   | Gregorio San Miguel (ESP)     | Kas–Kaskol                 |             |
| 14   | Mariano Díaz (ESP)            | Fagor                      |             |
| 15   | José Manuel López (ESP)       | Fagor                      |             |
| 16   | Eduardo Castelló (ESP)        | Ferrys                     |             |
| 17   | Jos van der Vleuten (NED)     | Televizier–Batavus         |             |
| 18   | Aldo Moser (ITA)              | Italija                    |             |
| 19   | Ramon Sáez Marzo (ESP)        | Ferrys                     |             |
| 20   | Juan María Uribezubia (ESP)   | Kas–Kaskol                 |             |
| 21   | Gerben Karstens (NED)         | Televizier–Batavus         |             |
| 22   | Henk Nijdam (NED)             | Televizier–Batavus         |             |
| 23   | Luis Pedro Santamarina (ESP)  | Fagor                      |             |
| 24   | Rik Wouters (NED)             | Televizier–Batavus         |             |
| 25   | Dieter Puschel (FRG)          | Wiel's–Gancia-Groene Leeuw |             |